# Xai-Xai
Xai-Xai (portugiesische Aussprache [ˈʃai ˈʃai]; kurzzeitig Vila Nova de Gaza, bis 1976 João Belo oder Vila de João Belo) ist die Hauptstadt der im Süden Mosambiks gelegenen Provinz Gaza.

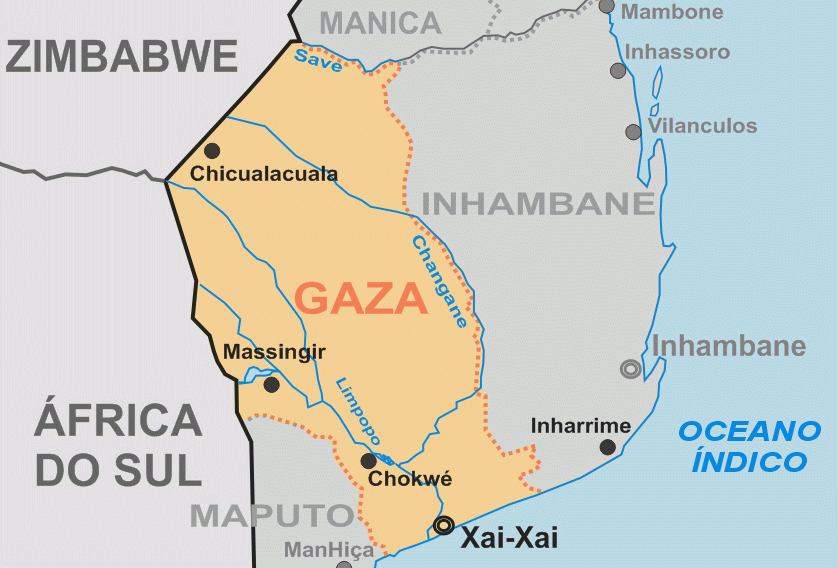
Lage von Xai-Xai in der Provinz Gaza

## Geographie
Die Stadt liegt im Distrikt Xai-Xai an der Hauptküstenstraße EN1 zwischen der knapp 200 Kilometer entfernten Landeshauptstadt Maputo im Südwesten und dem 220 km (Luftlinie) nordöstlich gelegenen Inhambane. Bei Xai-Xai mündet der Fluss Limpopo in den Indischen Ozean.

## Geschichte
Die Stadt wurde 1897 unter dem Namen Chai-Chai gegründet. Von 1916 bis 1928 hieß sie Vila Nova de Gaza. Im Jahre 1928 erhielt sie den Namen des im selben Jahr verstorbenen portugiesischen Kolonialadministrators und wurde damit zu Vila de João Belo bzw. João Belo. Nach der Unabhängigkeit Mosambiks wurde die Stadt im Jahre 1976 in Anlehnung an den ursprünglichen Namen in Xai-Xai umbenannt.
1970 wurde in der Stadt das römisch-katholische Bistum Xai-Xai errichtet.
Im Februar 2000 wurde die Stadt von einem Hochwasser des Limpopo hart getroffen. Teilweise stand das Wasser drei Meter hoch.
| 1935  | 1940  | 1970   | 1991   | 1997    | 2007    | 2017    |
| ----- | ----- | ------ | ------ | ------- | ------- | ------- |
| 4.000 | 2.700 | 63.949 | 93.500 | 103.251 | 116.343 | 143.128 |

## Wirtschaft
In der portugiesischen Kolonialzeit entwickelte sich die Stadt unter anderem auch durch die Verarbeitung der in der Gegend angebauten Cashew- und Erdnüsse. Die Ebene, in der Xai-Xai liegt, wird zum Reisanbau genutzt.
10 Kilometer von der Mündung des Limpopo entfernt liegt der Badestrand Praia do Xai-Xai mit vorgelagertem Korallenriff. Die Strände und die südlich der Limpopomündung gelegene Lagune waren früher für den Tourismus bedeutend.
Die Stadt war außerdem in der Kolonialzeit ein Dienstleistungszentrum mit Verwaltungseinrichtungen, Hospital und Banken und einen Hafen.

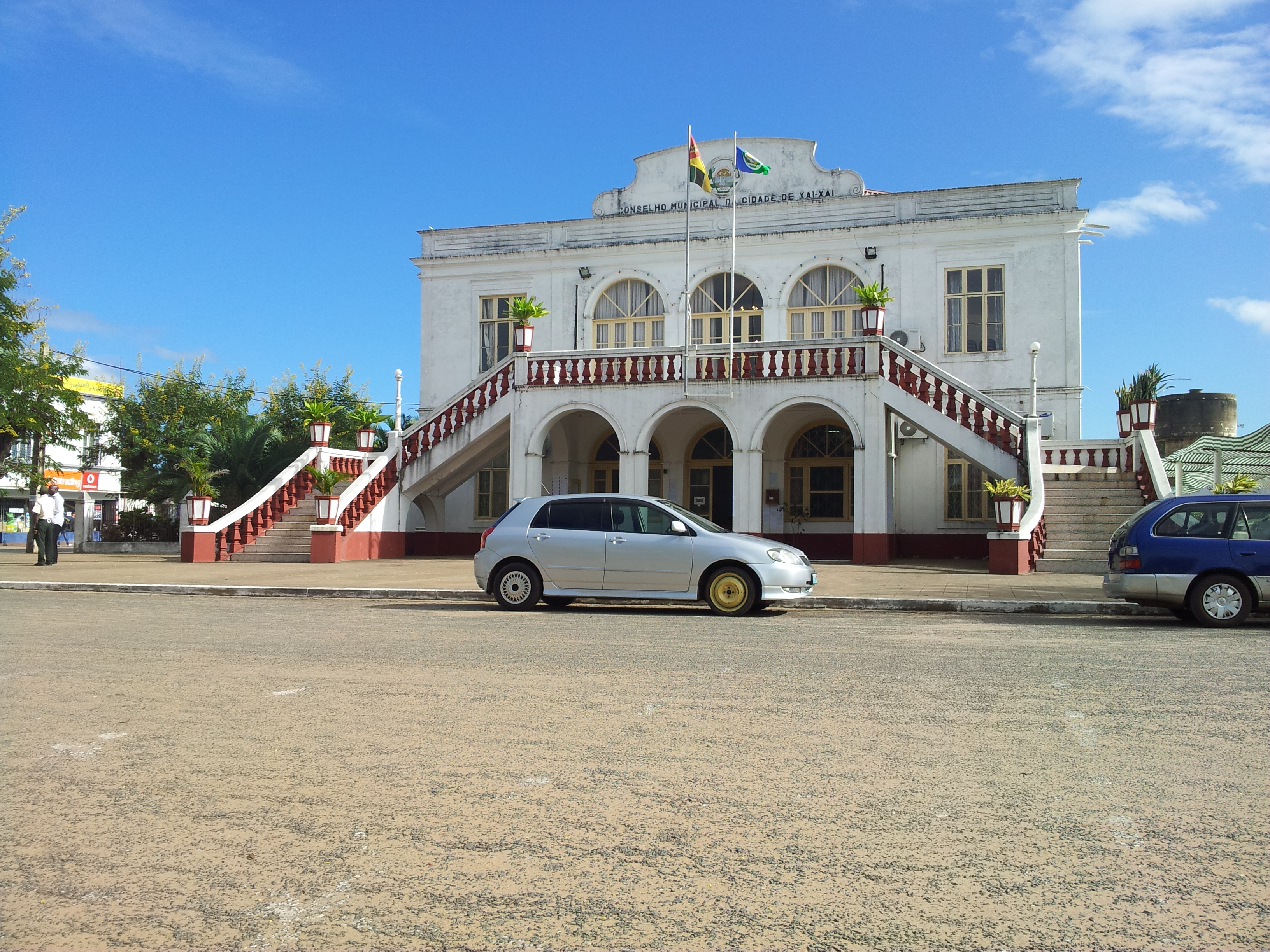
Rathaus von Xai-Xai

## Städtepartnerschaft
Xai-Xai hat eine Partnerstadt in Portugal: Cascais.

## Söhne und Töchter der Stadt
- Elísio Macamo (* 1964), Afrikawissenschaftler und Soziologe